# Martin Petković
Martin Petković je bio hrvatski gotički slikar iz BiH. Rodom iz Jajca. Godine 1423. bio je pomoćnik u radionici Blaža Jurjeva Trogiranina. Neki smatraju da je oslikao crkvu sv. Marije u Jajcu. Oslikao korska sjedala u sv. Franji u Splitu 1438.